# 岱枝镇区
岱枝镇区（發音：[taɪʔtɕí mjo̰nɛ̀]）是緬甸仰光省岱枝县下辖的一个鎮區，位在仰光省北部。2014年人口277,268人，區域面積1,760.8平方公里。岱枝為該鎮區首府。